# Magia popolare

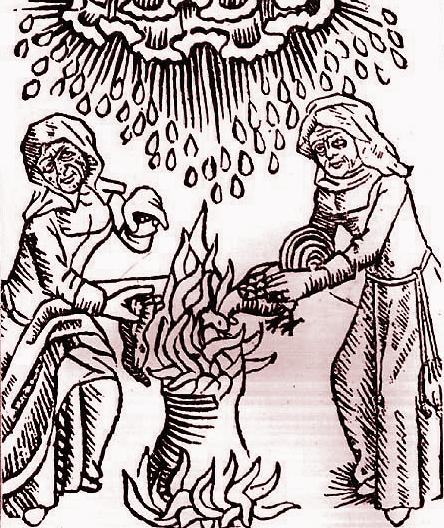
Streghe attorno al calderone (xilografia del 1489).

Con il termine di magia popolare (o bassa magia) si indicano quelle pratiche di magia, guarigione e divinazione più o meno superstiziose, praticate in Europa soprattutto presso le classi più popolari, tra il tardo XV secolo e la prima metà del XX secolo. La magia popolare si contrappone solitamente all'alta Magia, o magia cerimoniale, la quale era invece solitamente praticata presso le classi sociali più colte ed agiate.

## Europa
I praticanti di queste arti prendevano nomi diversi a seconda dei paesi e delle regioni europee. In Inghilterra erano chiamati cunning folk (gente scaltra) o più raramente white witches (streghe bianche). In Francia devins-guérisseurs e leveurs de sorts, nei Paesi Bassi toverdokters o duivelbanners, in Germania Hexenmeister o Kräuterhexen, in Spagna curanderos, in Portogallo curandeiros/as, benzedeiros/as o mulheres de virtude, in Danimarca kloge folk, in Svezia klok gumma o klok gubbe (vecchi saggi). Per quanto riguarda l'Italia l'argomento è approfondito in dettaglio.
Molto spesso i praticanti di queste arti venivano arrestati e puniti con l'accusa di praticare la stregoneria, subendo in certi secoli anche delle vere e proprie forme di persecuzione (caccia alle streghe).
La medicina praticata poteva essere superstiziosa, ma spesso era efficace perché si accompagnava alla conoscenza ed uso delle proprietà curative delle erbe, che invece la medicina ufficiale dell'epoca disconosceva. Nella categoria dei praticanti di queste arti rientravano spesso le levatrici. Inoltre, soprattutto nei paesi britannici, i domatori di cavalli ed i fabbri erano ritenuti custodi di segreti magici.

## Italia

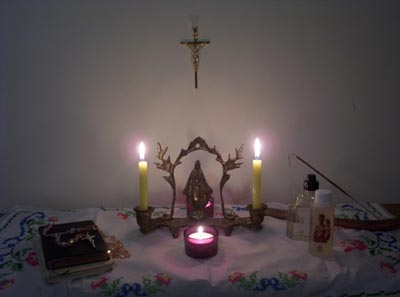
Altare che combina elementi magici e religiosi della tradizione siciliana.

In Italia queste pratiche magiche, divinatorie e curative sono nate dal sincretismo di precedenti pratiche pagane con il culto cristiano, tanto è vero che diffusissimo era l'uso di incanti e preghiere che prevedevano l'utilizzo del nome dei santi e della Madonna appartenenti al cattolicesimo popolare.
I praticanti di queste arti in Italia venivano chiamati in maniera diversa da regione a regione, venendo indicati ad esempio con gli appellativi più generici e diffusi di «praticone», «magara», o «fattucchiera». «Herbane» è il nome delle esperte nelle proprietà della vegetazione. I Benandanti del Friuli, studiati dall'antropologo Ginzburg in un celebre saggio, sono tra i più conosciuti.

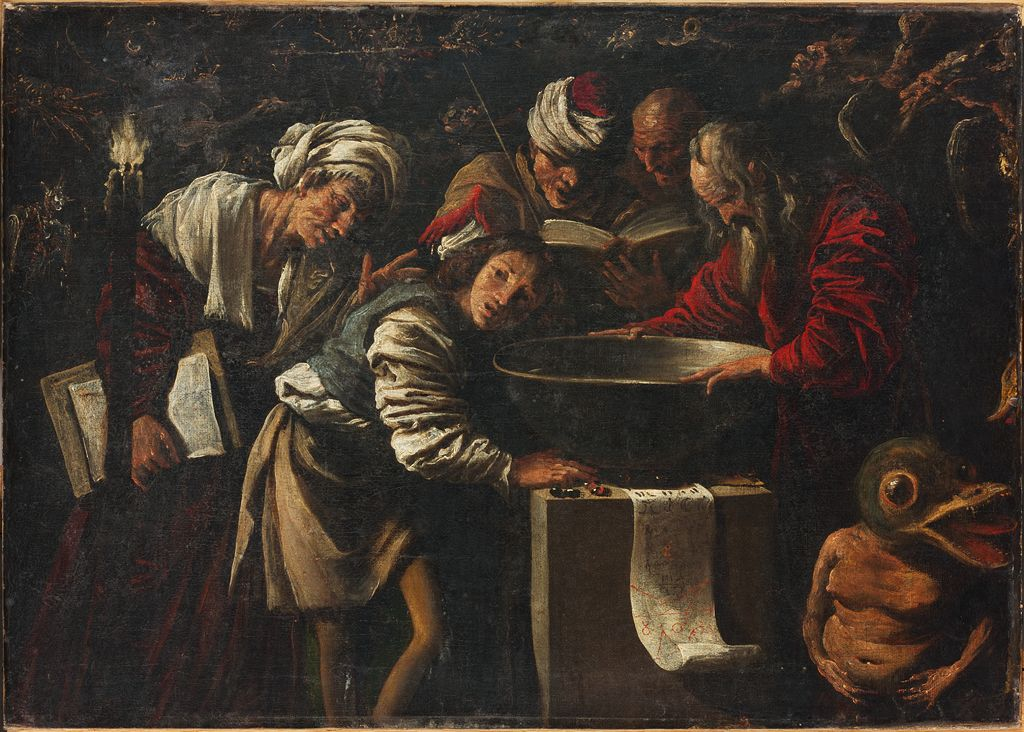
Esperimento col vaso, di Pietro della Vecchia (1640).

Il ruolo primario di questi praticanti, come nel resto d'Europa, era quello di guaritori, sia con l'uso delle erbe, che attraverso rituali, divinazioni e pratiche spirituali. La guarigione spirituale era creduta avvenire attraverso l'uso di un potere chiamato l.a forza, la virtù  o il Segno. Spesso esso veniva trasmesso segretamente all'interno della famiglia e conservato gelosamente. Questa forma di guarigione consisteva spesso nella rimozione del malocchio o di altre forme di presunte maledizioni.
Poiché molte di queste pratiche in certe zone d'Italia sono sopravvissute più a lungo che nel resto d'Europa, soprattutto nel mondo delle campagne o nel Sud, ciò ha permesso il loro studio diretto da parte di antropologi e studiosi del folklore. Uno dei più celebri fu Ernesto de Martino.
L'antropologa italo-americana Sabina Magliocco ha sottolineato inoltre la credenza di questi praticanti di avere a che fare con creature soprannaturali e spiriti, sia benevoli (che li avrebbero aiutati) sia maligni, contro cui combattere. Tra questi ultimi i morti inquieti, i diavoli o le streghe soprannaturali, capaci di arrecare il male alle persone. Tra gli spiriti benevoli invece facevano parte oltre a santi e beati, spesso anche gli antenati e i cari estinti, che venivano chiamati in soccorso. Anche oggetti di varia natura venivano utilizzati per aiutare in queste pratiche, come corde per legare o sciogliere, coltelli e forbici per tagliare via il male, specchi e scodelle dove praticare la divinazione, o armi e fruste schioccanti, per spaventare e scacciare gli esseri malevoli.